# Golf von Khambhat
Der Golf von Khambhat (auch anglisierend Golf von Cambay) ist eine Bucht des Arabischen Meeres an der Küste Indiens, im Bundesstaat Gujarat. Der Name Golf von Khambhat stammt möglicherweise von einer Familie namens Khambatta (siehe beispielsweise Persis Khambatta).

## Geographie
Die Bucht ist ungefähr 130 km lang und trennt die westlich gelegene Halbinsel Kathiawar vom Rest des Bundesstaates Gujarat im Osten. Die Flüsse Sabarmati, Mahi, Narmada und Tapti münden in den Golf. Die Bucht ist seicht und hat viele Sandbänke. Außerdem ist sie für ihren großen Tidenhub (bis zu 12 m) bekannt: Bei Niedrigwasser ist der Grund nahe der Stadt Khambhat (Cambay) nahezu trocken. Die Abwrackwerften bei Alang nutzen diese Tatsache, indem Schiffe gestrandet werden, wenn das Hochwasser zweimal im Monat den höchsten Stand erreicht, und demontiert werden, wenn Ebbe eintritt.

## Häfen
Der Golf von Cambay war seit der Antike ein wichtiges Handelszentrum. Seine Häfen verbinden den inneren Teil Indiens mit den Seehandelsrouten des Indischen Ozeans. Bharuch, Surat, Khambhat, Bhavnagar und Daman sind historisch bedeutsame Seehäfen. Bharuch war der bedeutendste in der Antike, Khambhat der wichtigste Hafen im Mittelalter. Nach der Versandung des Hafens wurde statt seiner Surat der bedeutendste Hafen des Mogulreiches.

## Geschichte
Angebliche Spuren einer frühen Besiedlung von Teilen des Golfs wurden im Jahr 2001 gefunden: Ein Stück karbonisiertes Holz konnte durch die Radiokohlenstoffmethode auf das Alter von 9500 Jahren datiert werden. Diese Funde wurden mit der Zivilisation von Harappa und sogar mit Platons Atlantis in Verbindung gebracht. Solche Vermutungen konnten allerdings bisher nicht durch Beweise untermauert werden.